# Meteor Grupa – Labud
Meteor Grupa – Labud, hrvatska tvrtka za proizvodnju deterdženata i kemijskih proizvoda. Sjedište je u Zagrebu. Pravni oblik poduzeća je društvo s ograničenom odgovornošću. Dio je Meteor Grupe.

## Povijest
Osnovan je 1947. godine. Bio je mala radionica za proizvodnju tvrdih sapuna. U par desetljeća izrastao u suvremenu tvornicu sredstava za pranje i čišćenje. Labudovi su proizvodi rezultat hrvatskih stručnjaka i razvijaju se i usavršavaju u Labudovu razvojnom laboratoriju. Labud ima nekoliko poznatih hrvatskih brendova poput Čarlija, Sanitara, Čarlina, Meri Merina, Olivera, Rosane, Jona i Bravissima i Labuda.

## Vanjske poveznice
- Labud